# 滿地可心臟科醫院
滿地可心臟科醫院（法語：Institut de Cardiologie de Montréal）是加拿大魁北克省滿地可的一所心臟科醫院，附屬於滿地可大學。
該院建於1954年，為加拿大首間心血管病教學醫院，亦是世界上最大的心臟科醫院之一，與渥太華大學心臟科醫院齊名。

## 外部連結
- 官方网站